# 嘉麻市バーニングヒーローズ
嘉麻市バーニングヒーローズ（かましバーニングヒーローズ）は、福岡県嘉麻市に本拠地を置き、日本野球連盟に加盟している社会人野球のクラブチームである。タレントの井手らっきょが中心となって発足した。

## 概要
2006年9月、タレントの井手らっきょや元大相撲力士・元プロ野球選手の市場孝之らが中心となって、社会人野球のクラブチームとして『福岡バーニングヒーローズ』を発足させた。井手は選手会長に、市場は選手兼任監督に就任した。同年11月、福岡県嘉麻市を本拠地とし、チーム名を『嘉麻市バーニングヒーローズ』に改称した。過疎地域である嘉麻市を活性化してくれるのではと市長も期待を寄せている。
2007年3月9日付で、日本野球連盟に新規登録された。
2018年4月1日、新監督に元JR九州の工藤亮祐が就任。
2025年4月22日に工藤亮祐監督は退任。

## 設立・沿革
- 2006年9月 - 『福岡バーニングヒーローズ』として発足
- 2006年11月 - 『嘉麻市バーニングヒーローズ』へ改名
- 2007年3月 - 日本野球連盟にクラブチームとして正式加盟
- 2010年8月 - 全日本クラブ野球選手権九州予選準優勝。
- 2010年8月 - 西日本クラブ野球選手権ベスト4。
- 2012年 - 九州クラブリーグ・全九州チャンピオンシップでトーナメントを制し優勝。
- 2012年12月2日 - 西日本チャンピオンシップで準優勝。
- 2018年　全日本クラブ野球選手権　九州予選ベスト4
- 2019年　全日本クラブ野球選手権　九州予選ベスト8
- 2021年　全日本クラブ野球選手権　九州予選ベスト8
- 2023年　九州クラブ野球選手権　ベスト4

## 選手

### 主な在籍選手
- 井手らっきょ - 総監督兼内野手
- 小野光輝 - 内野手 (筑波大学)
- 足立公樹 - 外野手 (信濃グランセローズ)
- 秀島龍治 - 内野手 (東京大学)
- 森永一世 - 投手 (群馬ダイヤモンドペガサス→北九州下関フェニックス)
- 高橋昂我 - 内野手 (大分B-リングス)

### かつて在籍していた主な選手
- ジョージマン北（お笑いタレント）
- 市場孝之 - 選手兼任監督（元：千葉ロッテマリーンズ）
- 大畑徹 - 投手（横浜大洋ホエールズ→日本ハムファイターズ）
- 白橋賢人 - 捕手（香川オリーブガイナーズ→石川ミリオンスターズ）
- 井手和馬 - 内野手 (佐賀北高校→亜細亜大学)
- 吾郷寛太 - 内野手 (堺シュライクス)
- 白石力妃 - 捕手 (美唄ブラックダイヤモンズ)
- 岩下竜馬 - 外野手 (大分B-リングス)
- 上村愛翔 - 捕手 (宮崎サンシャインズ)
- 吉田颯 - 投手 (宮崎サンシャインズ)
- 米倉大介 - 内野手 (愛媛マンダリンパイレーツ)
- 磯村圭吾 - 捕手 (香川オリーブガイナーズ)